# Anna Puu
Anna Emilia Puustjärvi, meglio nota come Anna Puu (Outokumpu, 3 febbraio 1982), è una cantante finlandese.
Ha pubblicato i suoi primi tre album con RCA e Sony Music, per poi pubblicare Rakkaudella, Anna Puu sotto la Fried Music nel 2015. L'anno dopo, esce una sua compilation per Sony Music ed RCA.

## Discografia

### Album in studio
- 2009 - Anna Puu
- 2010 - Sahara
- 2012 - Antaudun
- 2015 - Rakkaudella, Anna Puu

### Raccolte
- 2016 - Melankolian riemut – Parhaat 2009–2015